# Переворот в Румынии (1866)
Переворо́т 1866 го́да в Соединённых кня́жествах Молда́вии и Вала́хии — насильственная смена власти в Соединённых княжествах Молдавии и Валахии в первой половине 1866 года. Неудовлетворённая политикой домнитора Александру Иоана Кузы «чудовищная коалиция» во главе с Ионом Брэтиану предприняла силовой вариант смещения правителя. В ночь с 1 на 2 февраля в спальню домнитора ворвалась группа офицеров, которая заставила его сложить полномочия. Александру Куза уже утром был выслан из Бухареста. При поддержке военных он за короткий срок покинул Румынию.
После свержения Кузы в стране было сформировано временное правительство, которое занялось поиском нового монарха. Так как престол был вакантным, а княжества ослабли, Румынии угрожала интервенция со стороны её соседей. Так, Италия пыталась договориться с Австро-Венгрией об обмене территориями. Она обещало Австрии поддержку в аннексии Румынии, если та отдаст Венецию. Но австрийцы не согласились с этим предложением: «австрийская ладья и без того перегружена чужеземными национальностями, чтобы добавлять ещё молдаван и валахов». «Чудовищная коалиция» к началу мая нашла нового князя. Им стал Карл Гогенцоллерн-Зигмаринген, более известный под именем Кароль I.

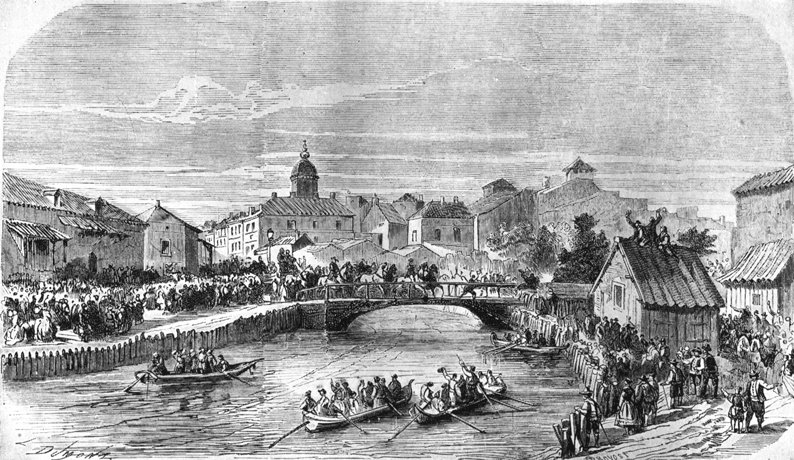
Кароль I въезжает в Бухарест 10 мая 1866 года

Карл тайно под видом купеческого приказчика Лемана пересёк Австро-Венгрию и прибыл к границам Соединённых княжеств. Там его встретили представители «Чудовищной коалиции», которые предоставили Карлу экипаж. 10 мая Карл прибыл в столицу княжеств — Бухарест. В тот же день он беспрепятственно занял престол. Таким образом, в стране произошла бескровная смена власти.
Однако Османская империя была неудовлетворена столь резкой сменой власти. Новый правитель был ей невыгоден, поэтому уже в мае к румынской границе было стянуто 20 000 солдат. Кризис мог перерасти в войну, но в него вмешались Российская империя, Франция и Австро-Венгрия. Они осудили действия Турции и призвали стороны к мирному диалогу.
Кароль I проводил политику более выгодную боярам, которые составляли основу «Чудовищной коалиции». При нём были проведены переговоры с турецким правительством, на которых Кароль добился увеличения численности армии до 30 000 и признания власти князя Румынии наследственной.